# 18 d'Aquari
18 d'Aquari (18 Aquarii) és una estrella de la Constel·lació d'Aquari. Té una magnitud aparent de 5,48. Segons la base de dades astronòmiques SIMBAD es tracta d'una estrella variable.